# Keystone LB-5
El Keystone LB-5 (originalmente ordenado bajo el nombre Huff-Daland) fue un avión bombardero producido en los Estados Unidos a finales de los años 20 del siglo XX. Su fabricante le puso el apodo de Pirate, pero este nombre no fue adoptado oficialmente por el Cuerpo Aéreo del Ejército de los Estados Unidos.

## Diseño y desarrollo
El LB-5 era miembro de una familia de diseños de bombarderos estrechamente relacionados que se había iniciado con el XLB-1 en 1923, y como éste, era un gran biplano convencional de un solo vano. Como la mayoría de la familia, era una máquina bimotora, con los motores montados en góndolas en el ala inferior. El prototipo XLB-5 tenía una cola simple, como el XLB-1, mientras que las 10 máquinas de producción LB-5 fueron diseñadas con una cola de triple aleta bajo el nombre Huff-Daland, pero el lote final de 25 fue rediseñado con colas gemelas y designado LB-5A.

## Historia operacional
Sus motores Liberty L-12 llevaban hélices de duraluminio de paso variable, fabricadas por la Standard Steel Propeller Company de Pittsburgh, Pensilvania (precursora de la Compañía de Hélices Hamilton Standard). Al menos se realizaron nueve pruebas de tensión de rotura de sus hélices, entre 1925 y 1927, una de las cuales presentó fallo tras 34 horas de tiempo de vuelo y 10 horas de pruebas.
El 28 de mayo de 1927, mientras estaba a una altitud de 1200 pies cerca de Reynoldsburg (Ohio), el prototipo XLB-5 (AC serial 26-208) experimentó un fallo catastrófico en su motor derecho cuando una pala se separó de su eje con potencia explosiva, destrozando el motor. Los fragmentos alcanzaron a los cinco tripulantes, que incluían al jefe del 2nd Bombardment Group, el Comandante Lewis H. Brereton, que volaba como copiloto, y todos excepto el artillero de morro saltaron en paracaídas inmediatamente. El artillero murió en el impacto, después los restos impregnados de gasolina explosionaron y se quemaron en el suelo.

## Variantes
XLB-5
Prototipo (uno construido desde LB-1) con aleta de cola simple.
LB-5
Primer lote de producción con cola triple, 10 construidos.
LB-5A
Segundo lote de producción con colas gemelas, 25 construidos.

## Operadores
Estados Unidos
- Cuerpo Aéreo del Ejército de los Estados Unidos

## Especificaciones (LB-5)
Referencia datos: National Museum of the United States Air Force

### Características generales
- Tripulación: Cinco (piloto, copiloto, bombardero, dos artilleros).
- Longitud: 13,6 m (44,7 ft)
- Envergadura: 20,4 m (67 ft)
- Altura: 5,1 m (16,8 ft)
- Superficie alar: 105,8 m² (1138,9 ft²)
- Peso vacío: 3194 kg (7039,6 lb)
- Peso cargado: 5525 kg (12 177,1 lb)
- Planta motriz: 2× motor lineal V-12 refrigerado por agua Liberty L-12.
  - Potencia: 310 kW (427 HP; 422 CV) cada uno.

### Rendimiento
- Velocidad máxima operativa (Vno): 171 km/h (106 MPH; 92 kt)
- Alcance: 696 km (376 nmi; 432 mi)
- Techo de vuelo: 2500 m (8202 ft)
- Régimen de ascenso: 1,3 m/s (256 ft/min)

### Armamento
- Ametralladoras: 

  - 2 Lewis flexibles de 7,7 mm en posición abierta en el morro
  - 2 Lewis flexibles de 7,7 mm en posición abierta dorsal
  - 1 Lewis flexible de 7,7 mm en escotilla ventral
- Bombas: 

  - 1051 kg

## Aeronaves relacionadas

### Secuencias de designación
- Secuencia LB-_ (Bombarderos Ligeros del USAAS/USAAC, 1924-1926): ← LB-2 - LB-3 - LB-4 - LB-5 - LB-6 - LB-7 - LB-8 →